# Platysenta adornata
Platysenta adornata là một loài bướm đêm trong họ Noctuidae.